# William Bentsen
William Bentsen, född den 18 februari 1930 i Chicago, Illinois, död 25 december 2020, var en amerikansk seglare.
Han tog OS-guld i soling i samband med de olympiska seglingstävlingarna 1972 i München.